# Louis-Philippe de Bombelles
De Franse graaf Louis-Philippe de Bombelles (Regensburg 1 juli 1780 - Wenen 7 juli 1843) was een militair en diplomaat in Oostenrijkse dienst.

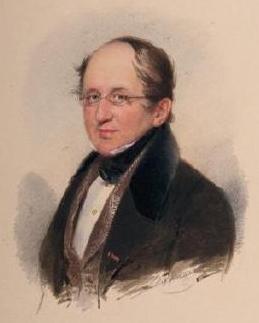
Graaf Louis-Philippe de Bombelles, in dienst van prins Metternich

## Gevluchte Franse adel
Voor de context van de Franse adellijke familie de Bombelles, gevlucht naar Wenen, zie artikel over zijn broer Charles-René de Bombelles.

## Militair
Louis-Philippe volgde een militaire opleiding bij de (Oostenrijkse) lijfwacht van Maria Carolina van Oostenrijk, koningin van het koninkrijk der Beide Siciliën. Hij werd luitenant in de Oostenrijkse cavalerie in 1798. 

## Diplomatieke dienst
Door toedoen van zijn vader, Marc-Marie de Bombelles, ooit ambassadeur voor de koning van Frankrijk, ging Louis-Philippe in diplomatieke dienst voor de keizer van Oostenrijk. 
- Zijn eerst post (1804) was de Oostenrijkse ambassade in Berlijn. Daar was Klemens von Metternich ambassadeur, de latere kanselier van Oostenrijk. Louis-Philippe zou de rest van zijn carrière de politieke ideeën van Restauratie en anti-liberalisme van Metternich uitdragen.[1] In Berlijn hielp Louis-Philippe hielp mee een alliantie te smeden tussen Pruisen en Oostenrijk gericht tegen keizer Napoleon Bonaparte.
- Vervolgens zat hij op de Oostenrijkse ambassade in Kopenhagen (1814). Zijn taak was de alliantie tussen de koning van Denemarken en Frankrijk los te weken. Bij de val van Napoleon (1815) regelde hij, namens de keizer van Oostenrijk Frans I, de ontvangst van de Bourbonprins Karel X in Parijs. Hij keerde terug naar Kopenhagen om deel te nemen aan de onderhandelingen met het nieuwe koninkrijk Zweden. In 1816 huwde hij in Kopenhagen met Ida Brun.
- Van 1816 tot 1819 was hij Oostenrijks diplomaat in Dresden in het koninkrijk Saksen. Het echtpaar Bombelles-Brun organiseerde er muzikale feestelijkheden.
- In 1819 begeleidde hij de Oostenrijkse keizer op reis door Galicië en Siebenbürgen.[2]
- Van 1819 tot 1837 werkte hij op vele Oostenrijkse ambassades in Italiaanse vorstendommen, Portugal en Bern. In Bern bleef hij kortstondig (1834) omwille van diplomatieke moeilijkheden tussen Zwitserland en Oostenrijk. Louis-Philippe bleef op alle ambassades een trouwe uitvoerder van de reactionaire politiek van de Oostenrijkse kanselier prins von Metternich.
- Van 1837 tot 1843 was hij Oostenrijks plenipotentiair ambassadeur in Bern. Hij stierf in 1843 in Wenen.